# Il Segreto di Susanna
Il Segretto di Susanna is een opera in één bedrijf van de Italiaanse componist Ermanno Wolf-Ferrari op een libretto van Enrico Golisciani. De eerste opvoering vond plaats in het Hoftheater in München op 4 december 1909, in een Duitse vertaling van Max Kalbeck.

## Verhaal
Graaf Gil komt thuis omdat hij dacht zijn vrouw Susanna alleen op straat te zien lopen, iets wat hij haar verboden had na hun huwelijk. Hij is opgelucht dat hij haar achter de piano vindt. Ze is echter net voor hem thuisgekomen.
Gils opluchting is echter van korte duur. De kamer ruikt naar tabak, en dat is vreemd, want noch hij, noch zijn vrouw, noch de dienstknecht, Sante, roken. Dan denkt hij dat Susanna hem ontrouw is, en bezoek ontvangt van iemand die rookt. Hij praat met zijn vrouw, en is gelijk beschaamd vanwege zulke verdachtmaking. Hij wil haar omhelzen, maar hij vangt de rooklucht op die van Susanna's kleren komt. Uiteindelijk geeft ze toe dat ze een geheim heeft, maar ze wil niet zeggen wat het is. Gil wordt boos en doorzoekt het hele huis nadat zij zich in haar slaapkamer heeft opgesloten. Uiteindelijk wil hij naar zijn club gaan, en zij brengt hem zijn paraplu. Ze verzoenen zich en hij gaat weg.
Zo gauw hij het huis uit is, doet ze deur dicht en opent het pakje dat ze Sante gegeven heeft toen ze thuiskwam. Ze neemt er een sigaret uit en beiden roken. Dat is het geheim! Maar dan komt Gil terug, hij ruikt de sigarettenrook en hij doorzoekt het huis weer, zonder resultaat. Gil gaat woedend weg en Susanna steekt nog een sigaret op. Opnieuw komt Gil thuis met de bedoeling haar op heterdaad te betrappen. Hij wil weten wat ze achter haar rug verbergt, en verbrandt zo zijn hand aan de sigaret. Ze vergeven elkaar en steken samen een sigaretje op.